# Stadtarchiv Sterzing
Das Stadtarchiv Sterzing in Sterzing wurde 1860 gegründet und enthält Urkunden von 1298 bis zum 20. Jahrhundert sowie Handschriften des Spielleiters Vigil Raber aus dem Beginn des 16. Jahrhunderts. Die Bestände haben einen Umfang von 159 laufenden Metern. Eine eigenständige Archivverwaltung gibt es nicht, Benutzung kann mit dem Amt für Allgemeine Angelegenheiten der Stadt, das hauptsächlich für die Gewerbelizenzen zuständig ist, vereinbart werden.
Zu den bekannten Stücken unter den „Spielhandschriften“ zählen die Sterzinger Miszellaneen-Handschrift und der Debs-Codex.